# Дженн Морріс
Дженн Морріс (англ. Jenn Morris, 20 вересня 1972) — австралійська хокеїстка на траві.
Олімпійська чемпіонка 1996, 2000 років.
Переможниця Трофею чемпіонів 1993, 1995, 1997 років, бронзова призерка 2000 року.
Чемпіонка світу 1994 року.